# Stavovský stát
Stavovský stát je forma monarchie, v níž je státní moc rozdělena mezi panovníka a sněm, v němž zasedají zástupci jednotlivých stavů, tj. zpravidla vyšší (panstvo) a nižší (rytířstvo) šlechty, královských měst (měšťané) a duchovenstva (klérus, kněží). Panovník je vnímán především jako reprezentant státu a vrchní velitel vojsk. Zemský sněm má zákonodárnou moc, právo na svolání zemské hotovosti (armády) a volí panovníka. Se střídavými úspěchy takové státy existovaly po celé 14. a 15. století a částečně i v 16. století v různých zemích západní a střední Evropy, aby nakonec převládla moc absolutních panovníků a absolutistický stát.

## Stát Koruny české v době stavovské (1434–1620)

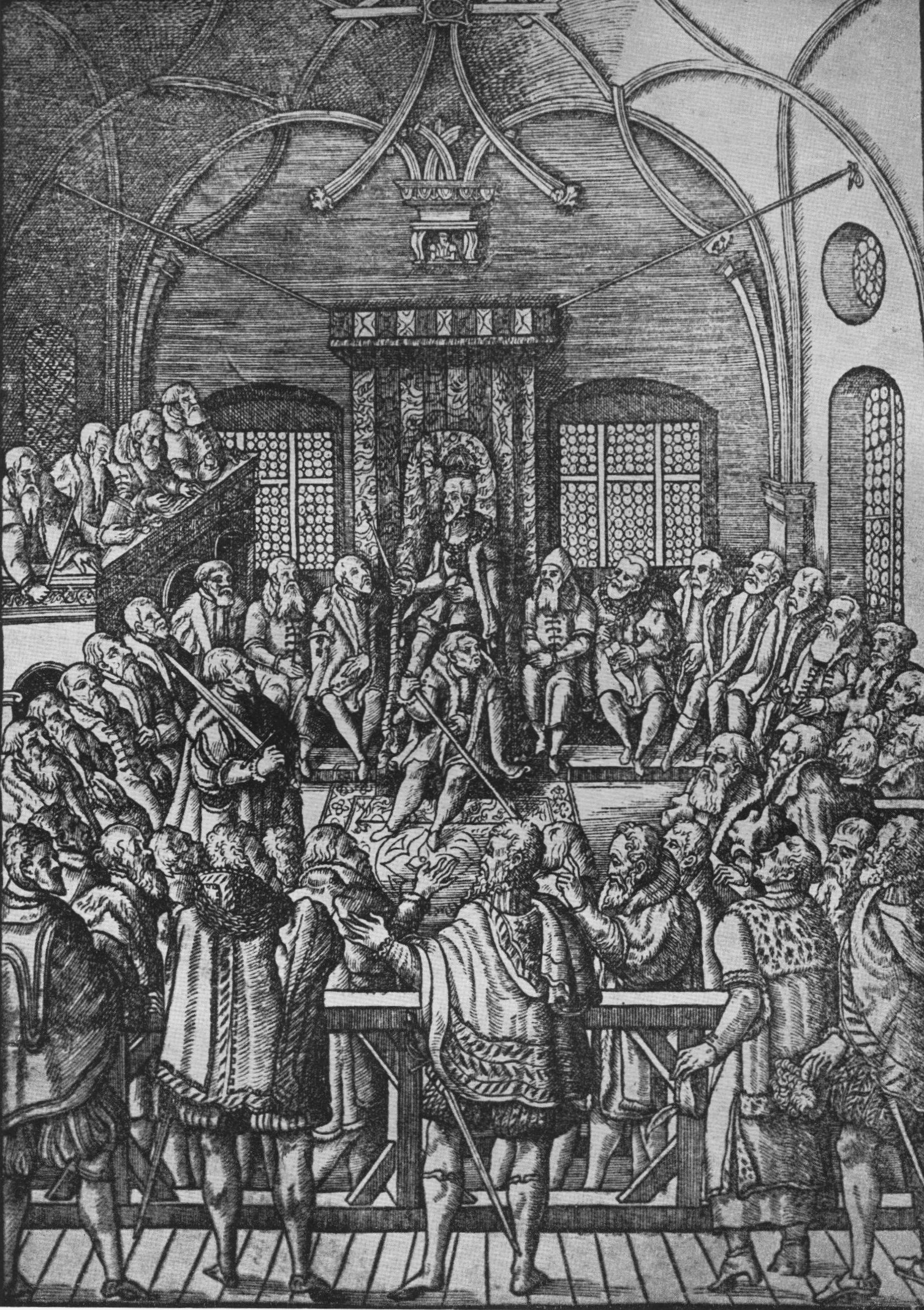
Jednání ve Staré sněmovně v roce 1564 za přítomnosti krále Maxmiliána

Po porážce radikálních husitů v bitvě u Lipan sice došlo k ustavení královské moci, ale změnil se poměr sil mezi panovníkem a stavy. Ještě silnější vliv v zemích Koruny české získaly stavy v 2. polovině 15. století za vlády Vladislava Jagellonského. Ve Vladislavském zřízení zemském z roku 1500 bylo právně potvrzeno výsadní postavení šlechty a byla také významně omezena královská moc. Jednotlivé země měly vlastní autonomní zemské sněmy, v nichž zasedali zástupci šlechty a královských měst, nikoliv však církve. Rozhodnutí sněmů se stávala zákonem a byla zapisována do zemských desek. Na sněmu měl král pouze pravomoc zákonodárné iniciativy, stejně jako jiní členové sněmu.
Významnou proměnou prošel po skončení husitských válek proces příchodu nového krále na trůn. Prosté nástupnictví založené na dědickém právu se uplatňovalo jen částečně a stavy nového panovníka buď přijímaly, nebo přímo volily. Zcela bez ohledu na dědické právo byl roku  1458 zvolen Jiří z Poděbrad, přijati byli sněmem panovníci z rodů Habsburků a Jagellonců. 
V rovině správy byl král závislý na vůli šlechty především, když šlo o jmenování, nebo odvolání úředníků (těmi nejvyššími byli v Čechách nejvyšší purkrabí, na Moravě hejtman). Navíc zemské úřady byly uděleny doživotně, díky čemuž byli jejich držitelé nezávislí na králi a jeho vůli. Moc soudní byla taktéž omezena, jelikož komorní i dvorský soud se dostaly pod kontrolu stavů a králi náleželo jen právo udělit milost. Došlo také k úpravě majetkových pravomocí, kdy bylo od sebe odděleno korunní zboží, které nepatřilo králi, nýbrž fakticky státu a král s ním směl disponovat jenom omezeně a se souhlasem stavů; a komorní zboží, což byl majetek, který byl fakticky osobním jměním panovníka, který tak s ním mohl volně nakládat bez vazby na souhlas stavů.
Habsburkové po svém nástupu na český trůn v roce 1526 postavení panovníka posílili, a to hlavně díky nejednotnosti a vzájemné svárlivosti českých a moravských stavů. Poražením stavovského povstání v roce 1620 byly Ferdinandem II. provedeny kroky k omezení moci stavů a zavedení absolutismu. To bylo v roce 1627 v Čechách zakotveno zákonem (Obnovené zřízení zemské) a o rok později i na Moravě.

## Plán stavovského státu v období Druhé Československé republiky
Návrh programu, který byl schválen 16. února 1939 programovou komisí Strany národní jednoty, nebyl přijat. Ustavující sjezd nově vzniklého uskupení plánovaný na květen 1939 se už vzhledem ke vzniku Protektorátu Čechy a Morava nestihl konat, ale jeho návrh programu označoval hned ve svém úvodu tuto stranu jako „výhradní nositelku mocenské vůle národa“. Návrh programu k uskutečnění stavovského státu měl velmi blízko k modelu italského fašismu nebo modelu autoritativního Rakouského státu. Hned v úvodu uváděl, že „Stav je veřejnoprávní sdružení všech osob, jež plní v národní pospolitosti společný hospodářský a sociální úkol. Sdružuje tedy zaměstnavatele i zaměstnance u jednoho společného stolu.“, dále počítal se státním zřízením tvořeným šesti stavy: zemědělstvím, průmyslem, živnostmi, peněžnictvím, obchodem a dopravou, svobodnými povoláními a veřejnými zaměstnanci. Každý stav měl pak zřídit vlastní komoru a z ní zvolení delegáti vytvářet „Nejvyšší hospodářskou radu republiky”. Stávky měly být zakázány a nad jmenováním představitelů stavů měla mít hlavní slovo vláda. Na konci února přistoupila Národní jednota ke zřizování jednotných odborných a odborových organizací.